# Pëtr Il'ič Čajkovskij nella letteratura e nel cinema
Pëtr Il'ič Čajkovskij nella letteratura e nel cinema, come per altri artisti, è rappresentato in modalità di natura differente: dalla biografia più o meno in senso tradizionale (ma "diversa" a seconda dell'epoca in cui è stata stilata), alla biografia-romanzata o romanzo-biografico talora (come nel caso di quello di Mann, Sinfonia Patetica), al saggio-biografico, allo studio "scientifico" ed analitico.

## Biografie ed opere affini. Saggi

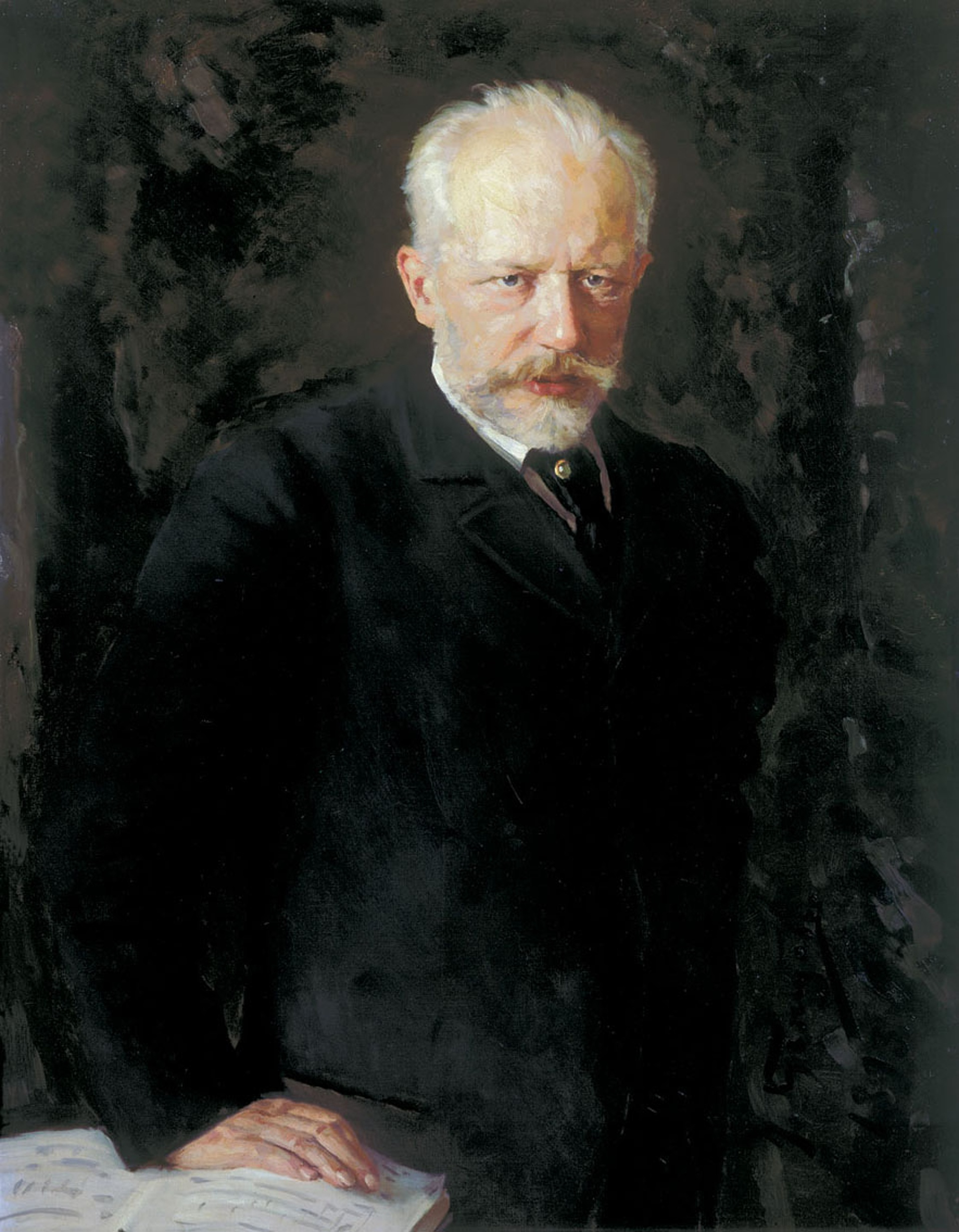
Il musicista nel celebre ritratto di N. D. Kuznecov, 1893.

Un saggio autobiografico scritto in francese dal compositore stesso nell'estate del 1889, su richiesta del musicista e critico tedesco Otto Neitzel (1852-1920), venne pubblicato l'anno seguente in traduzione tedesca a Breslavia sulla rivista Nord und Süd. Questo testo (un autentico "anticipo" assoluto su ogni altro scritto biografico attorno a Čajkovskij) è incorporato in un più ampio articolo di Neitzel sulla musica russa, con ampie annotazioni e commenti, anche sul "collega". L'autografo è andato venduto ad un collezionista privato, in un'asta del 1961 a Monaco di Baviera e non si conosce la sua attuale collocazione.
Successivamente alla morte del musicista apparvero articoli, scritti sparsi ancora rintracciabili nelle più accurate bibliografie su Čajkovskij, ma di rilievo marginale.
Il critico musicale Nikolaj Dmitrievič Kaškin (1839-1920), amico del musicista, scrisse un volume di "Ricordi", Vospominanija o P.I.Čajkovskom, Moskva, 1896 ripubblicato ancora nel 1924 a Pietrogrado a cura di Igor Glebov.
Un autentico precursore occidentale degli esegeti sulla musica slava e su Čajkovskij, fu Rosa Newmarch, che attinse da fonti contemporanee russe per i propri scritti. In tal guisa scrisse uno dei primi saggi-biografici su di lui usciti in Occidente all'inizio del secolo XX, ma suoi primi contributi datano già dal 1897.
Tuttavia la prima opera biografica di vero riferimento è quella dovuta al fratello del musicista, Modest, uscita in tre volumi tra il 1900 e 1902 e presto tradotta in tedesco (ma con tagli, 2 volumi). Essa ebbe nel 1905 a cura della Newmarch, una diffusa versione inglese, benché ridotta e inaccurata. Nella sua prefazione la Newmarch illustra tuttavia i motivi della propria edizione "abbreviata" (questa versione è apparsa in ristampa negli USA ancora nel 2004).
Nonostante la sua parzialità e su alcuni essenziali aspetti pure ingannevole (è stato ipotizzato un amore-odio-gelosia del fratello minore verso il più noto artista, cfr. bibliografia anglosassone), il libro, come è facile intuire, divenne una fonte basilare per tutta la successiva letteratura specifica su Čajkovskij, arrivando da una persona peraltro tanto vicina al musicista.
Di conseguenza ad essa si son sempre in un modo o nell'altro rifatti negli anni seguenti, i vari biografi sino ad oggi. La ripetizione di avvenimenti della vita del musicista che si riscontra tra opere diverse e successive, è dovuta sia a questo primo riferimento di Modest Il'ič Čajkovskij, sia al naturale "travaso" di notizie da un'opera ad un'altra.

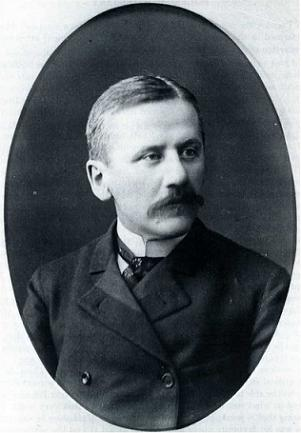
Modest Il'ič Čajkovskij, fratello del musicista e suo primo biografo.

Va rammentato che abbastanza presto vennero stampati i "Diari" del compositore, nonché parti della sua enorme corrispondenza con persone diverse; tali pubblicazioni si sono succedute nel tempo con edizioni e versioni variate, tagliate, censurate, commentate, a sé stanti o incorporate in opera maggiore e questo sino ai giorni nostri.
Peraltro parte della corrispondenza risulta esser andata perduta o distrutta da familiari del musicista o dei von Meck (questi per quanto riguardava le loro proprie famiglie).Sul sito inglese "Tchaikovsky Research" si trova un catalogo della corrispondenza generale, con rinvii interni al sito stesso e molti dettagli.
Si tenga peraltro presente che del musicista esiste la cosiddetta Opera Omnia, pubblicata a Mosca e Leningrado dal 1940 in poi, contenente oltre la musica, i lavori letterari e la corrispondenza (questi ultimi dal 1953, 17 voll.).
In tempi recenti sono del resto apparse opere biografiche e studi che hanno lavorato non tanto e solo sulla vecchia bibliografia preesistente, ma su nuovi documenti ignorati, scritti che, per loro stessa esplicita scelta "editoriale", hanno contribuito ad aumentare la già fitta mole di riflessioni attorno alla vita e all'opera di questo musicista, specie con il ricorso a ricerche particolari (contributi in tal senso sono e continuano nella letteratura in lingua inglese).
Una particolare ed interessante biografia (1936, trad. it. 1993) scritta su Čajkovskij è quella realizzata da Nina N. Berberova, maggiormente orientata all'approfondimento psicologico della personalità del musicista che all'analisi della sua produzione artistica, dall'evocativo titolo Il ragazzo di vetro, come era solita chiamarlo l'adorata governante Fanny.
In tale scritto l'autrice tratteggia un vivido ritratto dell'artista partendo dalla fragilità giovanile del ragazzo, morbosamente legato alla madre.
La Berberova (vedi la sua prefazione all'edizione del 1987) può vantare l'utilizzo di testimonianze dirette di personaggi che avvicinarono Čajkovskij, ancora in vita all'epoca in cui compilò il suo libro.
Attraverso gli anni dell'adolescenza, segnati da turbamenti e legami con compagni di conservatorio, si arriva al profondo legame affettivo con il nipote Davydov, cui sarà tra l'altro dedicata l'ultima opera, quella sesta sinfonia che può senza dubbio essere considerata lo struggente lascito spirituale di Čajkovskij.
Nella sua ricostruzione la Berberova smentisce categoricamente l'ipotesi del suicidio "imposto" avvalorando quella della morte accidentale dovuta all'ingerimento di acqua contaminata, in un tempo in cui la Russia era devastata dal colera, assunta quasi con colpevole, rassegnata e consapevole leggerezza in una cena conviviale.

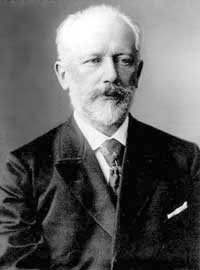
Čajkovskij, Londra, 9 giugno 1893

Vi sono moltissime altre opere biografiche e studi (ma relativamente pochi in lingua italiana, originali o tradotti essi siano) che possono essere di valido riferimento.
Alcuni, pur interessanti, sono stati superati dal tempo o risultano datati, anche se non privi di apporti che per l'epoca in cui vennero scritti, vanno notevolmente considerati.
È il caso del volume italiano di Mary Tibaldi-ChiesaCiaikovsky, 1943 o quello in lingua tedesca di Kurt von Wolfurt Tschaikovski, 1952; trad. it.: Ciaikovski, 1961.
Va citato un saggio del francese Michel Rotislav Hofmann (probabilmente il maggiore esperto occidentale ai suoi tempi di musica russa), Tchaïkovski, 1959 e l'altrettanto di assoluto riferimento dell'inglese John Warrack Tchaikovsky, 1973, il cui autore è tuttora ritenuto un'autorevole fonte proprio sul musicista russo.
Ricchissimo il volume di Alexandra Orlova Tchaikovsky. A self-portrait, 1990; trad. it: Čajkovskij. Un autoritratto, 1990; la musicologa fu responsabile per certo periodo di una sezione dell'archivio della casa-museo a Klin, dove visse il musicista e che ha conservato epistolari riservati e quindi non accessibili normalmente.
La Orlova è stata soprattutto la divulgatrice del supposto ordinato avvelenamento per arsenico, "imposto" al compositore da una cerchia di importanti amici, per evitare lo scandalo del rapporto omosessuale con un giovane nobile (vedi "Biografia").
È precisamente questa rivelazione, questa versione della morte, dunque tale tesi, che autori come la Berberova ed altri han fermamente contestato lungo il tempo (vi è stato anche un musicologo italiano famoso, Aldo Nicastro, che ha parlato persino di un contagio infettivo da attività omosessuale (causata da un "coccidio" detto Cryptosporidium noto in veterinaria, attivo nell'Europa della fine '800, assimilabile dall'uomo), con sintomi simili a quelli del colera, quasi un HIV/AIDS "ante litteram", nella parte finale del suo saggio Pëtr Il'ič Čajkovskij 1990, pp. 260–1. Esemplare resta comunque la disamina di Nicastro sul dibattito tra le varie ipotesi e spiegazioni.
Un efficace contributo giornalistico sulla questione della morte e sulla variegata personalità del compositore venne scritto da Leonetta Bentivoglio sul quotidiano "la Repubblica" nel 1993 «Ciajkovskij, l'avvelenata»
Il volume di Claudio Casini e Maria Delogu Ĉajkovskij è un accuratissimo repertorio commentato della produzione del musicista; molto rilevante però è la parte biografica (curata dalla Delogu), con dettagli e particolari spesso inediti (specie sul tema dell'omosessualità di Čajkovskij).
Tanto il libro dell'Orlova, come quello di Casini/Delogu nonché di Tammaro, utilizzano direttamente le fonti dell'Opera Omnia edita dal 1940 [1958 per l'epistolario, come già detto] in URSS (decine e decine di volumi) ed altre opere originali russe comprese lettere a familiari ed amici: essi pertanto sono di sicuro e inequivocabile riferimento (vengono ivi citate sempre provenienze e le pagine).
Esiste poi un corposo contributo in 4 volumi di David Brown Tchaikovsky, a Biographical and Critical Study, 1978-1991, autore della voce ufficiale dell'importante "Grove" inglese, (The New Grove Encyclopedia of Music and Musicians, Londra, 1980) e del volume Tchaikovsky: The Man ad His Music, 2007, compendio della suddetta monografia in quattro parti Questo musicologo britannico ha attualmente il credito maggiore sulla vita e l'opera di Čajkovskij.

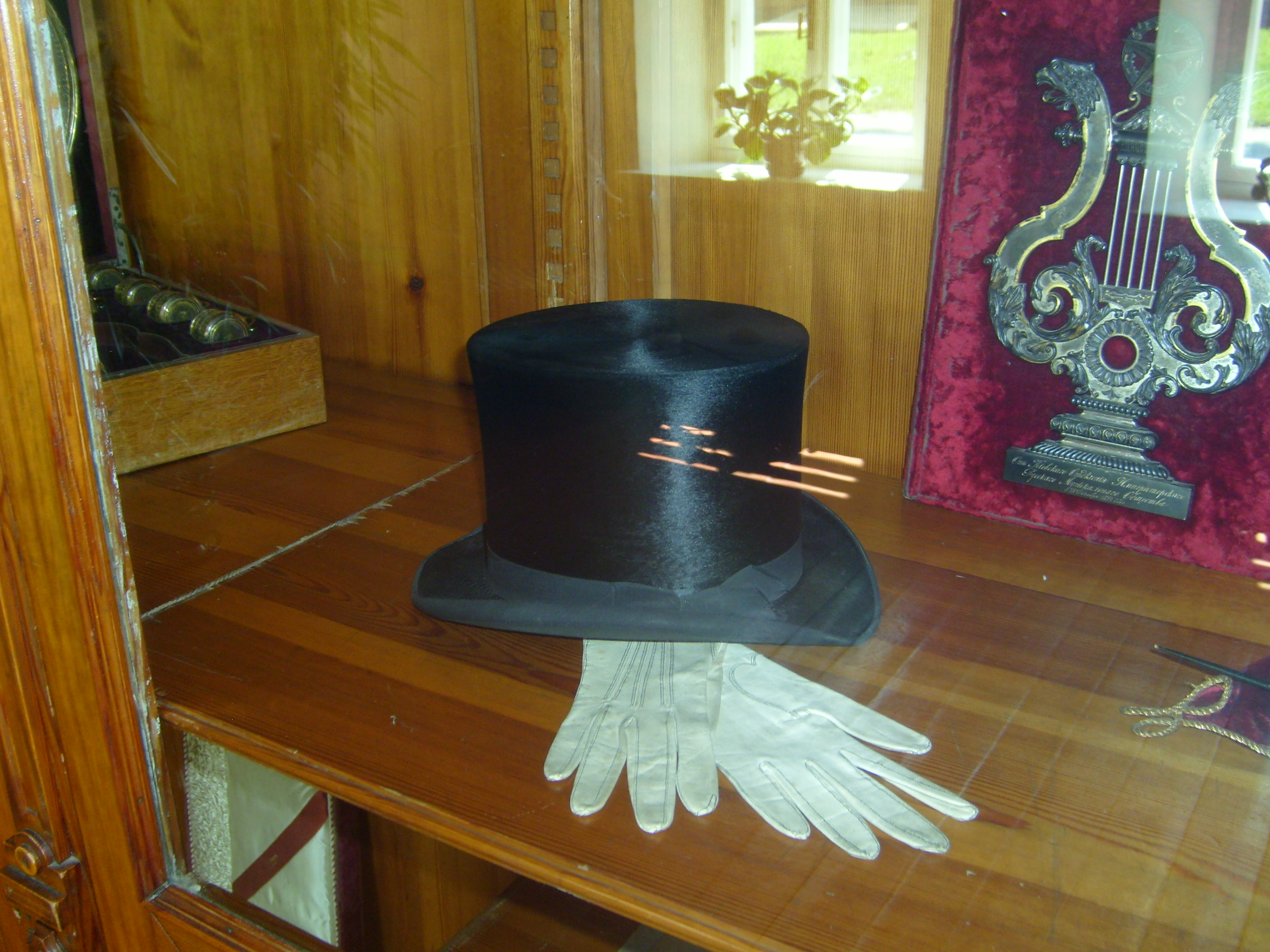
Cappello a cilindro e guanti del musicista conservati a Klin.

Alexander Poznansky, immigrato dall'URSS nel 1977 negli Stati Uniti d'America, bibliotecario specialista in slavistica all'Università di Yale, scrisse testi nel 1988 e 1991 (vedi Bibliografia) che diedero luogo a clamorose controversie giornalistiche e in campo specifico. Strenuo sostenitore della morte non violenta del musicista e della sua omosessualità tutt'altro che vissuta con senso di colpa, la propria posizione e l'atteggiamento investigativo ora meticolosamente puntiglioso nei dati di riscontro, ora più incline all'opinione fortemente soggettiva, ha prodotto notevole considerazione quanto molta diffidenza.

Successivamente, Poznansky ha curato direttamente o in collaborazione diversi testi sull'artista, qualcosa tradotto in altre lingue oltre l'inglese originario, tra cui una sorta di "summa" sul compositore, a dir poco esaustiva, almeno per la quantità di elementi raccolti ed organizzati. Una parte dei dati (cronologici, del catalogo delle opere e altro), sono inseriti nelle varie sezioni del sito in lingua inglese http://tchaikovsky-research.net. È stato il primo "occidentale" ad aver avuto accesso agli archivi russi di Klin.
Sul predetto sito Poznansky ha appositamente scritto (settembre 2007) un'accurata biografia che si rifà ai propri libri.
Il volume di Luigi Bellingardi Invito all'ascolto di Čajkovskij, 1990, è una guida estremamente precisa sulle composizioni e completa di parti accessorie biografiche, discografiche, bibliografiche, di Catalogo e critiche.
Piero Mioli, docente e storico della musica, è autore di una intensa ed accurata voce sul musicista nel proprio Dizionario di musica classica, 2006, 2012, ove-accanto ad un sintetico riepilogo biografico-si apprezzano e confortano, le riflessioni sullo stile e la poetica di Čajkovskij, lungo il di lui percorso creativo.
Un altro contributo italiano è del musicologo torinese Ferruccio Tammaro con Čajkovskij. Il musicista, le sinfonie, 2008. Il volume di indirizzo "scientifico", è dedicato ad un'analisi particolareggiata non solo tecnica ma con richiami biografici, alle "Sinfonie" (ed anche alle "Suite"), escludendo tuttavia da tale specifica indagine il resto delle composizioni del musicista. Essa è preceduta da un altrettanto puntuale discorso critico-biografico. Il libro - con vari corredi integrativi - ha un ricchissimo apparato di note in appendice, con ampie citazioni dall'epistolario di Čajkovskij, molte delle quali poco riportate dalla bibliografia corrente (almeno italiana): i riferimenti sono (anche) quelli originali all'Opera Omnia.
In un volume edito nel settembre 2022 in Italia, Pёtr Il’ič Čajkovskij, Lettere da Sanremo (1877-1878), viene raccontato-semplicemente attraverso i carteggi già esistenti e noti alla Bibliografia ufficiale sul compositore, sebbene poco frequentati nella lingua italiana-il soggiorno a Sanremo nel 1877-78. Curato da Marina Moretti, slavista sanremese e traduttrice, si avvale di ben tre brevi ma intense introduzioni dello specialista russo Valeríj Sokolov. 
Un apporto molto speciale venne da Klaus Mann, figlio di Thomas attraverso Symphonie Pathétique: Ein Tschaikowsky- Roman, 1935; ed. italiana: Sinfonia Patetica, 1990, un romanzo biografico sullo stile di quello della Berberova. Klaus Mann (1906-1949) era anch'egli omosessuale e morì suicida. Appassionato conoscitore del musicista ivi parlò di una prerogativa posseduta dal musicista, secondo lui "il trucco di tramutare in musica il dolore".
Ancora lo scrittore Dominique Fernandez (n. 1929), Premio Goncourt 1982, ha pubblicato un libro Tribunal d'honneur,1997, che tratta delle circostanze sulla misteriosa morte di Čajkovskij, in forma del tutto romanzata s'intende, anche se l'autore francese è uno dei sostenitori più accaniti della "condanna" venuta dall'alto (dallo Zar Alessandro III) e attraverso l'ingerimento di veleno (così come riportato dalla bibliografia in lingua inglese, Holden, 1995, vedi Bibliografia).
Un precedente romanzo "poliziesco" Croisière en meurtre majeur è stato scritto nel 1993 da Michel Honaker, autore francese nato nel 1958, responsabile pure di una biografia sul musicista: La valse des maudits. Il romanzo si ispira agli eventi che accompagnarono la partenza del compositore per l'America, al porto di Le Havre.
Un altro romanzo scritto dall'italiano Piero Grima nel 2023, L'ultima sinfonia di Čajkovskij, si concentra sui misteri legati alla morte del musicista, immaginando la ricerca da parte di un coevo medico amico di Čajkovskij, a ridosso della sua scomparsa,  sulle possibili "verità", mescolando-l'autore del romanzo-riferimenti autentici tratti dalla biografia, a diverse proprie libere invenzioni narrative sulla questione. 
Tra le molte voci enciclopediche di riferimento può essere segnalata quella (2001) on-line ad opera di uno specialista statunitense, autore di saggi sul compositore e sulle sue opere, Roland John Wiley, nel "Grove" (Oxford Music Online - Grove Music Online).
Il musicista inglese Michael Finnissy (n. 1946), ha scritto Shameful Vice, una composizione sugli ultimi giorni di Čajkovskij (1994).
Una coreografia del russo Boris Eifman (n.1946), in due atti, imperniata sulla vita di Čajkovskij ed il rapporto con il processo artistico e le dinamiche psicologiche tipiche del musicista (secondo una vena caratteristica di Eifman), è stato presentata per la prima volta il 23 settembre 1993. Il balletto ha avuto diverse riprese anche fuori dalla Russia. In Italia nel 2008 a Cremona.
Il più recente studio sul musicista giunge nell'agosto 2024 da un docente d'oltreoceano, Simon Morrison, studioso e scrittore specializzato in musica del XX secolo, in particolare musica russa, sovietica e francese, con interessi particolari per la danza , il cinema, l'estetica e l'esecuzione storicamente informata basata su fonti primarie. Il suo volume Tchaikovsky's Empire: A New Life of Russia's Greatest Composer  si allinea verosimilmente sulle posiʐioni di Poznansky, eliminando gli "errori" della tradizione specialistica occidentale per un compositore-uomo nient'affatto succube della propria omosessualità, spregiudicato e pieno di humor estremo, talvolta persino all'eccesso, cose peraltro intraviste in precedenze da diversi autori europei ed italiani (Hofmann, Bentivoglio, Casini-Delogu, Moretti p.e.) .

## Film e documentari televisivi
La vita di Čajkovskij nel film di Ken Russell L'altra faccia dell'amore (tit. orig.: The Music Lovers, 1970) è narrata, come citato nei titoli, basandosi sul libro scritto e pubblicato negli Stati Uniti, da una nipote della von Meck e da una celebre biografa americana e che possiede un titolo significativo se si pensa all'impostazione data dal regista.
Questo film può essere considerato una trasposizione biografica solo apparentemente romanzata; in realtà il regista inglese propone una lettura intima degli avvenimenti che corsero paralleli alla creazione artistica.
Il film avrebbe dovuto intitolarsi The Lonely Heart (con evidente riferimento alla romanza n.6 op.6 del 1869) oppure Opus 74 (l'opera 74 è la Sinfonia Patetica), titoli che caddero per il più commerciale definitivo.
Sul proprio film Russell ha lasciato ampie testimonianze per riviste e giornali, affermando tra l'altro: «Per me Čajkovskij personifica il romanticismo del XIX secolo, basato sul desiderio di morte»; ed ancora: «La sua musica per me ha più dolore di qualsiasi musica che conosca».
Il ruolo del musicista fu affidato a Richard Chamberlain (avrebbe dovuto essere Alan Bates), noto soprattutto in TV (serie Dottor Kildare), assieme ad un'acclamata Glenda Jackson (Antonina Ivanovna Miljukova, la moglie) e a Izabella Teleżyńska (Madame von Meck), unitamente ad uno stuolo di altri attori ben amalgamati, tra cui spicca Kenneth Colley nelle vesti di Modest, il fratello del musicista, una sorta di "alter ego" in negativo.
Prodotto dalla United Artists, ebbe le cure per la parte musicale di André Previn ed ottenne critiche contrastanti, ma è rimasto fondamentale nella filmografia del regista come nella produzione dell'epoca. Per lungo tempo assente dal circuito italiano dell'home video, l'edizione doppiata in DVD è uscita per l'etichetta "Flamingo Video" l'11 dicembre 2012, corredata da un puntuale commento di Vieri Razzini.

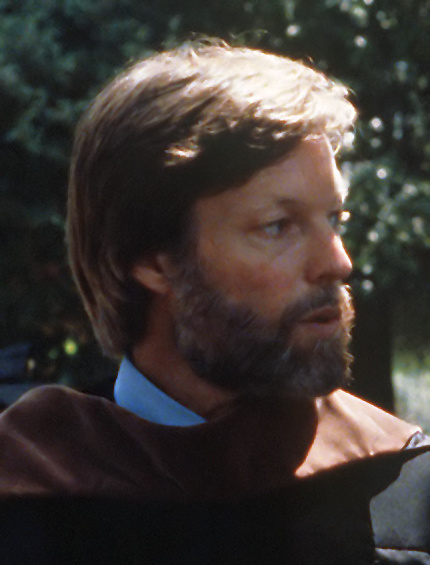
L'attore Richard Chamberlain, protagonista del film di Ken Russell

Nella cinematografia universale esistono altri film dedicati al compositore: uno tedesco del regista Carl Froelich, Un'inebriante notte di ballo (tit.orig. Es war eine rauschende Ballnacht, 1939), questo effettivamente del tutto romanzato, interprete la famosa cantante ed attrice svedese Zarah Leander; uno statunitense sullo stesso stile, Si svelarono le stelle (tit.orig. Song of My Heart, 1948), regia di Benjamin Glazer ed una "versione alternativa" sovietica pressoché contemporanea al film di Russel del regista Igor Talankin, interpretato da un somigliantissimo Innokentij Michajlovič Smoktunovskij, Una pioggia di stelle (tit.orig. Чайковский [Čajkovskij]),1969, la cui prima ebbe luogo il 31 agosto 1970), una estetizzante ancorché spettacolare ricostruzione, attenta a sorvolare sul tema dell'omosessualità.
Nel 1945 il regista britannico Irving Rapper discusse un film sul musicista nel quale il ruolo del compositore sarebbe stato sostenuto nientemeno che da Leonard Bernstein, allora ventisettenne e da Greta Garbo in quello della von Meck. Fu oggetto di un'apposita cena di lavoro del 25 giugno 1945 ad Hollywood presenti grandi personalità del cinema. Il progetto non si realizzò ma tre anni dopo uscì comunque, come detto, la versione statunitense diretta da Glazer, con tutt'altro cast.
Il film russo di Talankin, lungo 157 minuti nella sua versione originale in due parti, si avvalse della partecipazione della ballerina russa Majja Michajlovna Pliseckaja.
Nonostante la assoluta lontananza dal "sensazionalismo" del film di Russell, nel 1972 ricevette una doppia nomination alla 44ma edizione (10 aprile 1972) del Premio Oscar (Academy Award) quale Best Foreign Language Film (miglior film straniero), nonché come Best Music, Scoring Adaptation and Original Song Score per l'arrangiamento musicale a cura del famoso compositore Dimitri Tiomkin. Altri premi erano stati guadagnati già nel 1970 al Festival internazionale del cinema di San Sebastián (protagonista maschile e menzione al regista).
Il film ha ricevuto anche un Golden Globe, 29ma edizione del 6 febbraio 1972.
Un nuovo DVD internazionale è stato pubblicato il 20 luglio 2012 dalla "Diamant", presentando la versione originale in due dischi e in russo (oltre che doppiata in inglese e francese), con sottotitoli in molte lingue tra cui l'italiano.
Nina Berberova alla fine della sua prefazione tradotta in italiano aggiornata (1987-1993 ss.) del proprio libro (1936) "Il ragazzo di vetro" asserisce che il film trae ispirazione dal proprio libro: "Nel 1966, attraverso gli sforzi congiunti di Sovkino e Hollywood, dal mio libro è stato realizzato un film".
I film Heavenly Music (1943) e Sinfonie Eterne (tit. orig. Carnegie Hall, 1947), entrambi americani, non sono specifici sul musicista, ma ne incorporano la figura nel proprio contesto narrativo.
Un secondo film realizzato in Russia, scarsamente conosciuto, è Apokrif: muzyka dlja pjetra i pavla (2004), del regista moscovita Adel Al-Haddad, sceneggiato da Yuri Arabi e prodotto dalla Agenzia Federale per la Cultura e la Cinematografia. Interprete principale Andrew Savostyanov in una pellicola dove viene immaginato un viaggio del musicista, attorno ai 38 anni, dalla sorella, nell'imminenza della prima di una propria nuova composizione. Il film allude ad argomenti reali della vita di Čajkovskij, ma la stampa del Paese d'origine non sembra esser stata molto favorevole, anche se il lavoro è stato premiato nel 2005 con riconoscimenti al regista e sceneggiatore.
Un cortometraggio di 14 minuti di origine italiana, Requiescat: Indagine sulle morti di Čajkovskij, è stato realizzato nel 2013 da Alberto Luchetti e Ottavio Plini, quest'ultimo ne è anche l'ideatore (cfr. titoli di coda al film). Interpretato da attori non professionisti il curioso film si sofferma non senza efficacia sulle tre ipotesi relative alla morte del musicista, "chiamando" a deporre tre testimoni d'eccezione: il fratello Modest (Valerio Vannini), il giovane Alexandre Stenbok-Fermor
(Alberto Luchetti) e la baronessa von Meck (Monica Maria Seksich), lasciando l'ultima parola al compositore (Giacomo Beria). Il cortometraggio può essere rintracciato sulla rete internet al titolo.
Un altro contributo italiano multimediale del 2013 è in una sintesi radiofonica di 30 minuti sulla vita del musicista, firmata da Daniele Martino per lo spazio Wikiradio (Rai Radio 3), ascoltabile on line sul sito ufficiale.
Il riuscito programma si sofferma sulla stretta connessione vita-arte del compositore russo, in accordo soprattutto con il libro di Alexandra Orlova ed utilizzando stralci sonori, compresi quelli tratti da documentari e film citati in questa sezione.
Nel 2013 uno dei canali culturali della televisione russa, ha mandato in onda un Concerto-drammaturgia svoltosi a Mosca nell'aprile dello stesso anno, dedicato al rapporto tra la von Meck e il musicista, con musica e parti recitate oltre che proiezioni. La National Philharmonic of Russia è diretta da Vladimir Teodorovič Spivakov; voci recitanti sono Evgenij Vital'evič Mironov (attore e direttore del Teatro di Stato delle Nazioni di Mosca) e Ksenija Aleksandrovna Rappoport un'attrice conosciuta anche in Italia per aver lavorato in film di Giuseppe Tornatore e Giovanni Veronesi. Lo spettacolo è un evento periodico titolato "Priznanije v ljubvi" (Dichiarazione d'amore) che si realizza nell'ambito delle iniziative della Fondazione "Артист" ("Artista"), la quale raccoglie-attraverso varie manifestazioni-sostegni ed aiuti per gli artisti in pensione.
Nell'agosto 2012 il regista russo Kirill Serebrennikov, nato nel 1969, affermato autore e direttore del Teatro Gogol' di Mosca, ha annunciato l'intenzione di realizzare un nuovo film sulla figura del compositore, avvalendosi della sceneggiatura di Yuri Arabov, conosciuto in occidente per film "biografici" quali Moloch e Taurus. La pellicola doveva essere sui grandi schermi entro il 2015. Vivaci le polemiche attorno a questa annunciata produzione, come si evince dalla stampa internazionale della fine estate 2013, per cui sarebbero subito sorte difficoltà di finanziamento statale a seguito dei timori delle autorità, per l'aspetto relativo l'omosessualità di Čajkovskij, in accordo con i provvedimenti governativi del gennaio 2013.
Tali difficoltà sarebbero state superate, in parte, con una revisione della sceneggiatura che avrebbe eliminato ogni riferimento esplicito alla vita intima dell'artista, ma una certa confusione su quanto accaduto (nonché sulle prese di posizione e il pensiero dei realizzatori ma anche delle massime autorità), permase a lungo.
Significativo il commento dello storico Alexander Poznansky su The Guardian che-coerentemente con quanto ha sempre sostenuto nei propri libri-ha osservato: "Negare che Čajkovskij fosse un omosessuale praticante è cosa priva di senso. Il film ha finito per vedere la luce solo nel 2022, come Žena Čajkovskogo (La moglie di Čajkovskij), dopo i lunghi arresti domiciliari di Serebrennikov. Le critiche successive alla presentazione del film a Cannes (maggio 2022) sono state piuttosto discordanti. Una anteprima è stata data anche in Italia il 24 febbraio 2023.
Esistono anche diversi film-documentario sul musicista destinati al circuito radio-televisivo.
Tra questi:
- Pride of Prejudice, 1993, UK (una realizzazione radiofonica di BBC Radio 3 sulle controversie riguardanti la morte di Čajkovskij);
- Who Killed Tchaikovsky?, 1993, UK (un documentario a cura di Anthony Holden, per la serie televisiva "Omnibus" di BBC 1, con stesse tematiche);
- Tchaikovsky ("Great Composers"), 1997, UK (BBC in associazione con RAI Thematic Channels) di Simon Broughton, (documentario di una serie televisiva inglese dedicata ai più grandi musicisti). Sono mescolate musica e vicende biografiche, attraverso riprese in Russia, interviste a musicisti ed interpreti oltre che a esperti, unite da una narrazione e dalla "voce" del compositore, Sir Ian McKellen;
- Pyotr Il'yich Tchaikovsky - "Hopeless Romantic", 1999, Canada, Sound Venture Productions, The National Arts Centre of Canada (un documentario di 25 minuti scritto da Michael Laewen per la serie "Whole Notes - Stories Behind The Classics", diretto da Katherine A. Jeans). Un sintetico viaggio attorno al musicista, con interventi di musicisti e critici. Pinchas Zukerman dirige la National Arts Centre Orchestra of Canada. In rete Internet (settembre 2013) al titolo della serie;
- The man of glass (L'homme de verre), 2000, di Raymond Saint-Jean, Canada, per Ciné Qua Non Films. Scritto da Marie-Christine Letourneux, Prodotto da Michel Oullette. Coreografia di Raymond Rhéaume. La "Serenata op.48" con I musici de Montréal-Chamber Orchestra, è diretta da Yuli Turowsky. Con Harold Rhéaume nella parte di Čajkovskij (danzatore). Si tratta di un docu-drama di un'ora che racconta con assoluta precisione e capacità di sintesi, la vita del musicista, attraverso immagini coeve di grande interesse alternate alla fiction. Quest'ultima vede un maturo Čajkovskij (Bill Glassco) ricordare la propria esistenza che gli ideatori del suggestivo film, affidano ad una coreografia in stile neoclassico, sopra i quattro movimenti della celebre "Serenata per archi" op.48. I ballerini incarnano i vari personaggi della realtà, in relazione a quanto il percorso documentaristico e la voce narrante hanno appena evocato. Il primo movimento della "Serenata" e il corrispondente balletto vede l'iniziazione omosessuale di Čajkovskij per mano del maestro di canto Piccioli, il secondo il matrimonio con Antonina Miljukova, il terzo il rapporto con la baronessa von Meck. L'ultimo movimento è legato alla fase finale della vita e al suo misterioso epilogo, sebbene la narrazione si concluda non tragicamente ma con "l'assalto" delle figure sentimentali che hanno marchiato la vita del musicista. Di notevole finezza ed equilibrio, anche questo contributo, come in pratica tutti quelli successivi al film di Ken Russell, deve molto al regista inglese;
- La "Pathétique" de Tchaikovski, 2006, Francia; un documentario scritto e realizzato da Iossif Pasternak, una coproduzione 13 Production/ARTE France. L'ultima sinfonia del musicista analizzata nei suoi molteplici aspetti musicali, espressivi ed estetici dentro e fuori Čajkovskij: viene sottolineata la modernità compositiva raggiunta dall'autore, con legami da Wagner a Schönberg. Molto filmati d'epoca ed interviste con specialisti. Voce narrante in russo, sottotitoli parziali in francese;
- Tchaikovsky: The Creation of Greatness e Fortune and Tragedy, 2007, UK (un "docu-drama" in due parti sulla vita del musicista, della serie BBC The Tchaikovsky Experience). Diretto da Matthew Whiteman è commentato dal direttore d'orchestra e compositore Charles Hazlewood. Nella "fiction" il musicista è impersonato da Ed Stoppard, non fisicamente così somigliante a quello di Smoktunovskij nel film di Talankin, ma efficace. La ricostruzione è credibile nel suo limite didascalico, con taluni prestiti al famoso film di Ken Russell, tuttavia utile per gli interventi esplicativi del conduttore Hazlewood, verbali e musicali essi siano. La parte documentaria è stata girata in Russia, nei luoghi reali, compresa Klin. La produzione-soggetta a copyright- è facilmente rintracciabile nella rete Internet (parole chiave: Tchaikovsky discovering);
- Pyotr Ilyich Tchaikovsky. Due film. Parte prima: Tchaikovsky's Women. Parte seconda: Fate, 2009, UK di Christopher Nupen. Con il direttore d'orchestra russo Vladimir Davidovič Aškenazi a capo dell'Orchestra Sinfonica della Radio Svedese. Nella prima parte si indaga sui rapporti vita-arte relativamente le donne che costellano da ultimo la sua produzione (Francesca, Tatiana, Odette...); nella seconda si prosegue più direttamente riguardo alla relazione con la von Meck e all'incombenza del "Fato", perenne tormento del compositore. I film furono trasmessi dalla BBC con successo di critica e utilizzano una tecnica di rappresentazione con attori "non recitanti", ma accompagnati dalle parole del musicista stesso o di suoi amici, oltre che-ovviamente-dalla musica. Il regista è un noto autore televisivo del genere documentaristico musicale.
- Čajkovskij (Чайковский), 2021. Un docu-drama di origine russa, regista Elena Vasjukova, scritto e prodotto da Mikhail Ananiev, interprete nel ruolo del protagonista Vladimir Logvinov. Presentato ai Festival di Toronto e Tokio e in première su Youtube il 21 maggio 2022. È una minuziosa biografia in cui personaggi come il fratello Modest, raccontano lo svolgersi delle vicende del musicista, ancor prima della sua nascita sino alla morte.

Per la maggior parte dei documentari citati è possibile rintracciare collocazioni sulla rete Internet (parola chiave, salvo indicazioni diverse sopra riportate: Tchaikovsky discovering e/o ai titoli).
Nel 1959 Walt Disney per il lancio del suo film a cartoni animati Sleeping Beauty (La bella addormentata nel bosco), la cui colonna sonora si basa su un capace arrangiamento di George Bruns delle musiche del balletto, realizzò - nell'ambito della serie televisiva Disneyland - un cortometraggio: The Peter Tchaikovsky Story. Il breve film portava le firme dello staff Disney, con la regia affidata a Charles Barton e veniva introdotto con intenti promozionali all'ultima creazione degli Studi Disney, dallo stesso Walt. Gli episodi biografici citati sono del tutto corretti, ma piegati e sintetizzati alla circostanza, con ovvie infedeltà ma non senza riuscita. Esso è stato inserito nei "Contenuti speciali" dell'ultima versione DVD (2008) del cartone animato (e in seguito del "Blu-Ray"). Il cortometraggio può essere attualmente (settembre 2013) rintracciato su Youtube, nella versione originale inglese, (chiave di ricerca: Walt Disney La Historia de Tchaikovsky).
Nessuna delle ricostruzioni filmiche sopra citate raggiunge comunque la capacità di analisi come la pellicola di Russell e la diretta comparazione lascia esigui margini al dubbio.
La musica del compositore russo è servita nella cinematografia non poche volte, marginalmente o più direttamente.
Una delle sue creazioni più popolari, Il lago dei cigni (con il proprio soggetto pieno di "dualismo") è stato motivo di ispirazione di una discussa pellicola Il cigno nero (tit. orig.: Black Swan) (2010), film diretto da Darren Aronofsky. La colonna sonora è un funzionale adattamento ed arrangiamento di parti dell'originale balletto, come citato nei titoli di coda, a cura di Clint Mansell e Matt Dunkley.
Un film ungherese-britannico in lingua inglese del 2010, è stato firmato dal regista russo Andrej Končalovskij, intitolato Lo schiaccianoci (tit. orig. The Nutcracker in 3D). Si tratta di un "fantasy" che utilizza sia la musica del balletto, sia altre composizioni di Čajkovskij (come la Quinta Sinfonia), per gli arrangiamenti di Eduard Artemiev e Tim Rice (canzoni). Il film ha ricevuto grandi critiche negative all'estero ed addirittura una candidatura per Peggior uso del 3D nella 31ma edizione 2010 del Razzie Awards 2010, svoltasi il 26 febbraio 2011, che ad Hollywood premia i peggiori film dell'anno. In Italia è uscito il 2 dicembre 2011.